# Rómulo Betancourt
Rómulo Ernesto Betancourt Bello (Guatire, 22 febbraio 1908 – New York, 28 settembre 1981) è stato un politico venezuelano.

## Biografia
È stato Presidente del Venezuela dal 18 ottobre 1945 al 17 febbraio 1948 e dal 13 febbraio 1959 al 13 marzo 1964.